# Сердце (железнодорожная станция)
Се́рдце — железнодорожная станция Санкт-Петербург-Витебского региона Октябрьской железной дороги на линии Ржев-Балтийский — Великие Луки. Расстояние до узловых станций (в километрах): Ржев-Балтийский — 231, Великие Луки — 10.
Соседние станции (ТР4): 065819 Таборы и 066008 Великие Луки.
Находится в сельском населённом пункте Сердце в Великолукском районе Псковской области России, на территории сельского поселения «Шелковская волость», на границе с Самолуковской волостью Локнянского района.